# Mozart wśród kieszonkowców
Mozart wśród kieszonkowców (fran. Le Mozart des pickpockets) – francuski krótkometrażowy film komediowo-kryminalny z 2006 roku w reżyserii Philippe'a Polleta-Villarda.

## Nagrody
| Nazwa nagrody | Wygrane                                                              | Nominacje    |
| ------------- | -------------------------------------------------------------------- | ------------ |
| Oscar         | 2008 Najlepszy krótkometrażowy film aktorski Philippe Pollet-Villard | 2008 wygrana |